# 装饰艺术博物馆 (斯特拉斯堡)
装饰艺术博物馆（Musée des Arts décoratifs）是法国斯特拉斯堡的一个博物馆，位于罗昂宫的底楼，原为来自罗昂家族的采邑主教的城市宫殿，一半是巴洛克、洛可可和帝国风格的豪华房间，另一半介绍1681年-1870年之间的阿尔萨斯瓷器、金银器（法国征服之前的装饰艺术展出在附近的Musée de l’Œuvre Notre-Dame博物馆。）

## 历史
1944年8月11日罗昂宫遭英国和美国轰炸严重破坏，直到1990年代才一点一点恢复原状。